# Train Bleu

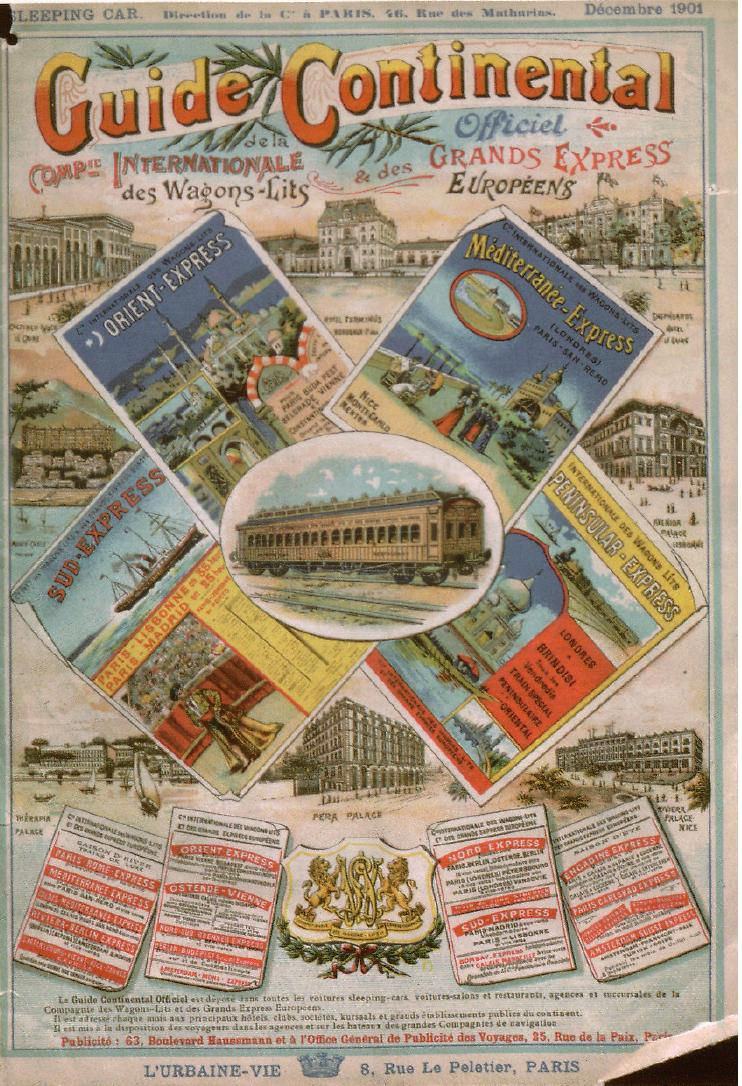
Guide Continental der CIWL von 1901 mit Werbung für den Mediterranée-Express

Der Train Bleu (von den Briten Blue Train genannt), offiziell bis 1947 als Calais-Mediterranée Express bezeichnet, war ein Luxuszug, der von 1886 bis 1939 und von 1947 bis 2007 zwischen Calais und der französisch-italienischen Riviera verkehrte. Seinen Namen verdankt er der dunkelblauen Farbe der 1922 durch den Betreiber CIWL erstmals eingesetzten, blaulackierten Schlafwagen vom CIWL Typ S.

## Vorgeschichte
Im Dezember 1883 führte die Compagnie Internationale des Wagons-Lits (CIWL) als ihren zweiten Luxuszug nach dem Orient-Express den neuen Calais-Nice-Rome Express ein. Wegen eines Vertrags zwischen der mit der CIWL konkurrierenden europäischen Pullman-Gesellschaft und der Strade Ferrate dell’Alta Italia (SFAI) konnte der Zug die Strecke durch den Mont-Cenis-Eisenbahntunnel nicht nutzen. Fahrgäste der CIWL nach Rom mussten deshalb zeitaufwändig entlang der Riviera fahren. 1885 fusionierte die SFAI mit anderen Gesellschaften zur Rete Adriatica. Damit ergab sich für die CIWL die Möglichkeit, den Zug ab 1890 als Rome-Express zwischen Paris und Rom über den Mont Cenis zu führen. Der Zuglauf von Calais an die Riviera erhielt den Namen Calais-Mediterranée Express und endete im italienischen Grenzbahnhof Ventimiglia. Zwischen Paris und Mâcon wurden die beiden Züge gemeinsam geführt. Die Züge wurden von der CIWL betrieben, Lokomotiven stellten die Gesellschaften, auf deren Strecken der Zug lief. Nördlich von Paris war dies die Compagnie des chemins de fer du Nord (NORD), südlich von Paris die Compagnie des chemins de fer de Paris à Lyon et à la Méditerranée (PLM).

## Calais-Méditerranée
Der Calais-Méditerranée Express wurde im Winterfahrplan 1886/1887 eingeführt. Ab dem Winterfahrplan 1889/1890 führte der Zug für einige Jahre den Namen Méditerranée Express. Die Strecke wurde bis San Remo verlängert, der nördliche Ausgangspunkt nach Paris zurückgenommen. Die Verbindung zwischen Paris und Calais nahm der aus Salonwagen bestehende Club Train wahr. Im Bahnhof Paris Gare du Nord bestand direkter Anschluss zwischen den Zügen.

### Strecke und Fahrplan 1892
| Südwärts             | Bahnhof              | km | Nordwärts |
| -------------------- | -------------------- | -- | --------- |
| Club Train           |                      |    |           |
| 15:00                | London Charing Cross |    | 22:43     |
| 15:00                | London Victoria      |    | 22:43     |
| 14:55                | Holborn Viaduct      |    | 22:47     |
| 22:47                | Paris Nord           |    | 15:15     |
| Méditerranée Express |                      |    |           |
| 23:40                | Paris Nord           |    | 14:20     |
| 08:49                | Lyon                 |    | 06:06     |
| 14:25                | Marseille            |    | 00:30     |
| 18:18                | Cannes               |    | 20:43     |
| 19:00                | Nice                 |    | 20:00     |
| 19:37                | Monte Carlo          |    | 18:52     |
| 20:14                | Menton               |    | 18:36     |
| 20:36                | Ventimiglia          |    | 18:14     |

Streckenverlauf in Frankreich

Nachdem die englische London, Chatham and Dover Railway (LC&DR) 1893 den Vertrag für den Club Train kündigte, verkehrte der Zug bis zum Ersten Weltkrieg wieder als Calais-Méditerranée Express ab Calais.

### „Train Bleu“ von 1922 bis 1939

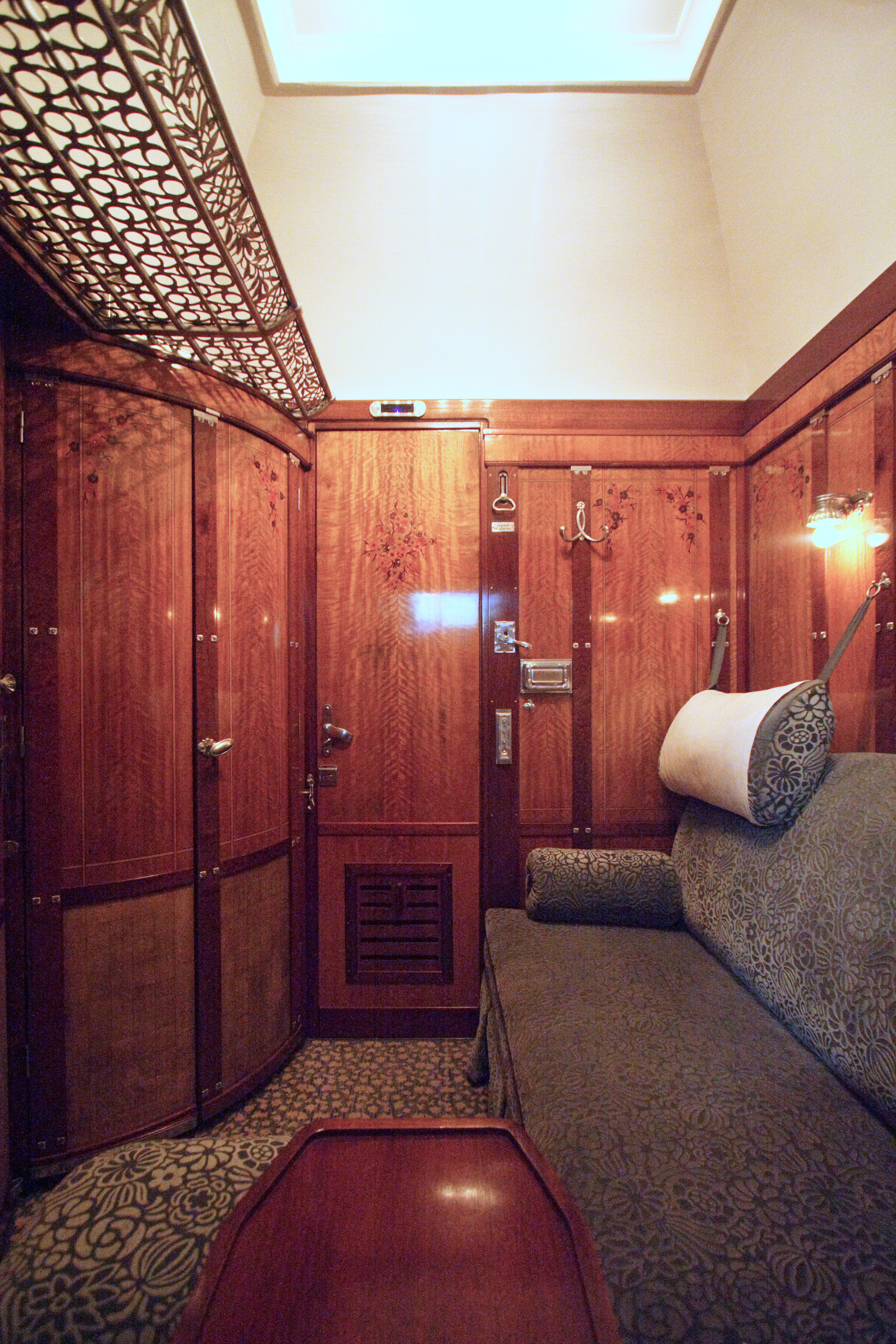
Abteil des auch im „Train Bleu“ eingesetzten CIWL-Schlafwagentyps Lx

1922 beschaffte die CIWL für den Calais-Mediterranée Express neue Schlafwagen des Typs S, die erstmals komplett aus Stahl gebaut wurden. Anstelle der bisherigen Teakholz-Verkleidung erhielten diese Wagen einen stahlblauen Anstrich mit goldener Beschriftung. Ab 1929 wurden diese Schlafwagen durch den neuen Typ Lx10 ersetzt, der zehn geräumige Kabinen für Einzelreisende aufwies und dessen Interieur von renommierten Innenarchitekten gestaltet worden war. Jeder Waggon hatte einen eigenen Steward, der sich während der Fahrt um die Wünsche der Passagiere kümmerte. Der Speisewagen erlangte Berühmtheit durch seine opulenten Fünf-Gänge-Menüs, ein gesonderter Bar- und Salonwagen sorgte für weitere Annehmlichkeiten. Aufgrund der Farbgebung erhielt der Zug von den Reisenden schnell den Spitznamen „Train Bleu“. Wie alle Luxuszüge der CIWL zu dieser Zeit war auch der Calais-Mediterranée Express ein reiner Erste-Klasse-Zug.
Die Jungfernfahrt des als erster CIWL-Zug mit den neuen Wagen ausgestatteten „Train Bleu“ fand am 8. Dezember 1922 statt. Wie bereits in der Zeit vor dem Ersten Weltkrieg wurde er vielfach von wohlhabenden britischen Reisenden an die südfranzösische Riviera genutzt. Die höchste Auslastung hatte der „Train Bleu“ von November bis April – also in jenen Monaten, in denen die reisefreudige britische Oberschicht die unfreundliche Witterung der Insel gegen das angenehme Klima der französischen und italienischen Riviera tauschte.
Der Zug fuhr um 13.00 Uhr, im Anschluss an die Fähre aus England, vom Bahnhof Calais-Maritime ab. Die Fahrt führte zunächst nach Paris, erst zum Gare du Nord, dann über die äußere Pariser Gürtelbahn zum Gare de Lyon, wo er am frühen Abend nach Dijon, Chalon-sur-Saône und Lyon weiter fuhr. In den frühen Morgenstunden erreichte er Marseille, um von dort über Toulon in die renommierten Badeorte der Côte d’Azur weiterzufahren: Saint-Raphaël, Cannes, Juan-les-Pins, Antibes, Nizza, Beaulieu-sur-Mer, Monte-Carlo, Monaco. Von der Endstation Ventimiglia verkehrte noch ein Kurswagen weiter bis San Remo.
Die Regierung der Front populaire drängte darauf, den Zug breiteren Bevölkerungskreisen zur Verfügung zu stellen. Die CIWL stellte daraufhin 1936 auch Schlafwagen 2. Klasse und Wagen 3. Klasse in den Zug ein. 1938 wurden in Frankreich alle großen Bahngesellschaften verstaatlicht und zur Société nationale des chemins de fer français (SNCF) zusammengefasst. Die Nationalisierung hatte allerdings keine Auswirkungen auf die Luxuszüge der CIWL, die SNCF stellte weiterhin, wie zuvor die PLM, lediglich die Lokomotiven für den Zug. Während des Zweiten Weltkrieges wurde der „Train Bleu“ aus dem Fahrplan genommen.
Bekannte Passagiere dieser Zeit im „Train Bleu“ waren unter anderem der Prince of Wales, Charlie Chaplin, die Modeschöpferin Coco Chanel, der britische Premierminister Winston Churchill oder die Schriftsteller F. Scott Fitzgerald, Evelyn Waugh und William Somerset Maugham.

### Von 1947 bis 2007
Ab 1947 bezeichnete die CIWL den Zug auch offiziell als „Train Bleu“ und er verkehrte wieder als reiner 1.-Klasse-Zug. 1959–1962 waren im Zug auch Inox-Wagen aus Edelstahl eingestellt und er war silbern und blau. Etwas später wurden neue, 26,4 m lange Schlafwagen eingeführt und der Zug hatte wieder ein einheitlich blaues Erscheinungsbild. Er verlor allerdings mit dem Ausbau des Luftverkehrs zunehmend seine Klientel. Ab 1962 führte der Zug deshalb auch die (neue) 2. Klasse und Liegewagen und verkehrte ab den sechziger Jahren nur noch ab Paris.
1981 wurde die neue Schnellfahrstrecke Paris–Lyon eröffnet und bis 2001 nach Marseille verlängert. Die Fahrzeit zwischen Paris und Nizza verkürzte sich damit von fünfzehn auf sechs Stunden, für einen Nachtzug bestand kein ausreichender Bedarf mehr. Noch bis 2003 verkehrte der „Train Bleu“ und wurde dann eingestellt.

## Literarische und künstlerische Bedeutung
Für viele Künstler war der „Train Bleu“ ähnlich inspirierend wie der Orient-Express. Bereits zwei Jahre nachdem der Zug die namengebenden blauen Schlafwagen erhielt, wurde 1924 das gleichnamige Ballett von Serge Diaghilev und seinen Ballets Russes mit der Choreografie von Bronislava Nijinska uraufgeführt; die Musik komponierte Darius Milhaud, den Text dazu schrieb Jean Cocteau, die Kostüme stammten von Coco Chanel und das Bühnenbild von Pablo Picasso.
Agatha Christie ließ 1928 ihren Meisterdetektiv Hercule Poirot unter dem Titel The Mystery of the Blue Train (deutsch: Der blaue Express) nach einem Mord im Zug den Täter ermitteln – noch vor ihrem legendären Mord im Orientexpress. 2005 wurde der Roman als Teil der Fernsehserie Agatha Christie’s Poirot verfilmt (Der blaue Express). Georges Simenon machte den Train Bleu 1949 ebenfalls zum Schauplatz des Krimis Mon Ami Maigret (deutsch: Mein Freund Maigret) – für das Fernsehen 1973 und 2001 verfilmt.
Angelehnt an Kriminalgeschichten der französischen Autoren Pierre Boileau und Thomas Narcejac entstand 1965/66 die französische Fernsehserie Le train bleu s’arrete 13 fois (= Der Blaue Zug hält dreizehn mal / keine dt. Synchronisierung).

## Wissenswert
In den zwanziger und dreißiger Jahren gab es die Blue Train Races, eine Wettfahrt von (Bentley-)Automobilen gegen den legendären Zug.
1963 wurde das um 1900 erbaute pompöse Belle-Époque-Restaurant im Gare de Lyon in Paris als Hommage an den legendären Zug in Le Train Bleu umbenannt. Auch einen Cocktail namens „Le Train Bleu“ gibt es, er besteht aus Sekt, Cognac und Ananassaft.